# Alpaida carminea
Alpaida carminea är en spindelart som först beskrevs av Władysław Taczanowski 1878.  Alpaida carminea ingår i släktet Alpaida och familjen hjulspindlar. Inga underarter finns listade i Catalogue of Life.